# James Nicol
James Nicol (* 12. August 1810 in Traquair bei Innerleithen in Peeblesshire; † 8. April 1879) war ein schottischer Geologe und Mineraloge.

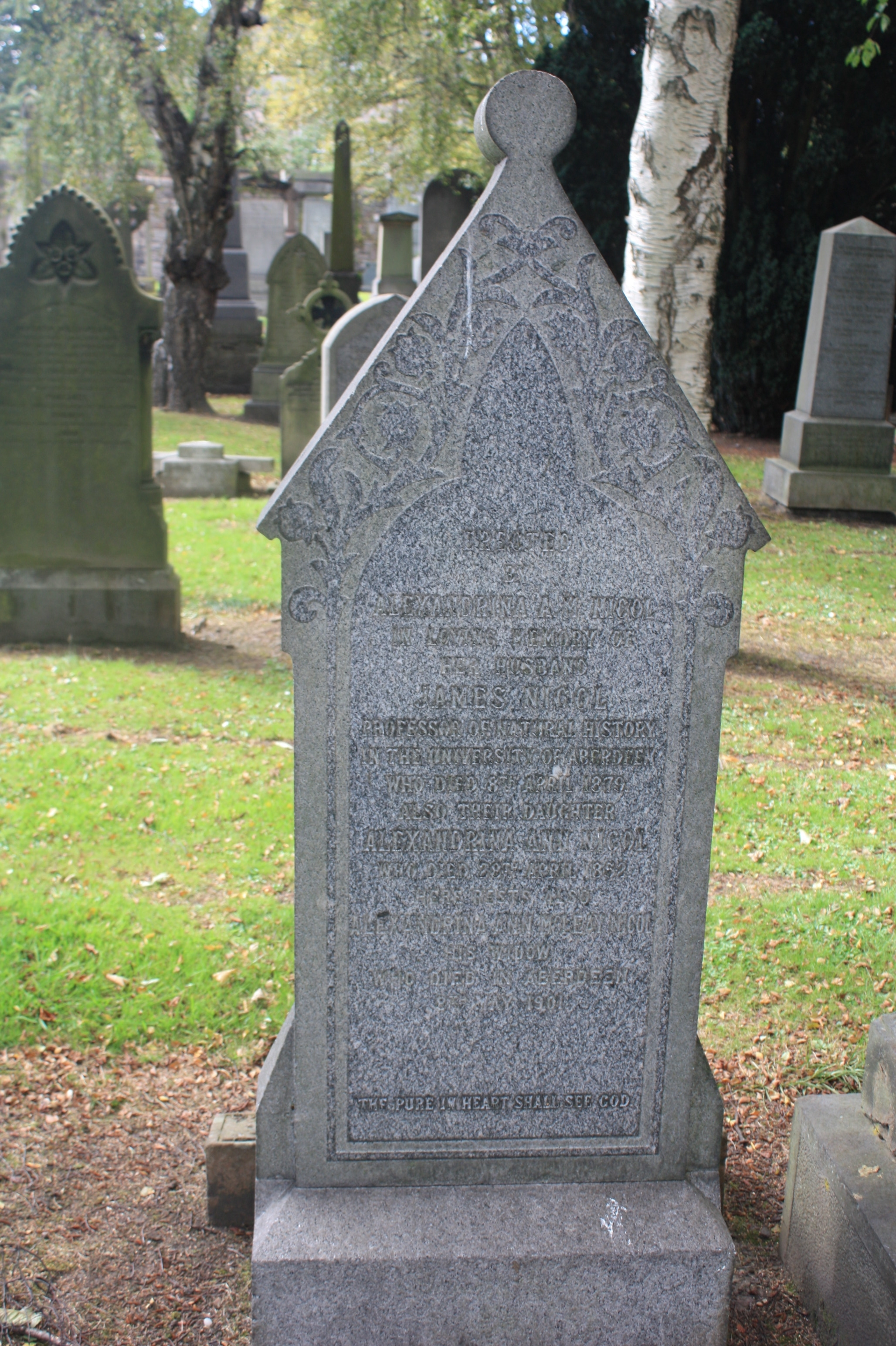
Grab von Nicol, Grange Cemetery, Edinburgh

Nicol war der Sohn des Pfarrers James Nicol (1769–1819) in Traquair. Er studierte insbesondere Geologie und Mineralogie an der Universität Edinburgh (bei Robert Jameson) sowie an den Universitäten Bonn und Berlin. Danach erforschte er die Geologie Schottlands, wofür er Preise der Highland Society erhielt. 1847 wurde er Assistant Secretary der Geological Society of London. 1849 wurde er Professor für Geologie am Queen’s College, Cork, und 1853 Regius Professor of Natural History (Naturgeschichte) an der Universität Aberdeen, was er bis kurz vor seinem Tod blieb. Er liegt in Edinburgh begraben.
1847 wurde er zum Fellow der Royal Society of Edinburgh gewählt.
Er erforschte die Southern Uplands und die Highlands, wo er insbesondere das Paläozoikum und dessen Stratigraphie erforschte (1848 bis 1852) und später die Torridonian Supergroup des Proterozoikums in den nordwestlichen Highlands. Er war mit Roderick Murchison in die sogenannte Highland-Kontroverse über die Geologie Schottlands verwickelt. Dabei ging es um die komplexe Schichtenfolge im Rahmen des Moine Thrust im Hochland, die erst später von Charles Lapworth, John Horne und Benjamin Neeve Peach geklärt wurde (Struktur einer Überschiebungsdecke). Nicol und Murchison, der Begründer der Erforschung des Silur, arbeiteten anfangs im Hochland zusammen, nach einer Exkursion 1855 kam es aber zum Bruch über die Interpretation des Moine Thrust. Während Murchison eine chronologische Schichtenabfolge sah, vermutete Nicol (wie später bestätigt) einen viel komplexeren Aufbau.

## Schriften
- A guide to the geology of Scotland 1844
- On the Structure of the North-Western Highlands, Quart. Journ, Geol. Soc., 1861
- On the Geological Structure of the Southern Grampians, Quart. Journ, Geol. Soc. 1863
- Manual of Mineralogy (1849)
- Elements of Mineralogy (1858, 2nd ed., 1873)
- Geological Map of Scotland (1858)
- Geology and Scenery of the North of Scotland (1866).